# Biblioteca regionale Melchiorre Delfico
La Biblioteca regionale "Melchiorre Dèlfico" di Teramo, inizialmente annessa al Real Collegio, fu arricchita nel 1826 della donazione di una parte della Biblioteca privata del filosofo e uomo politico teramano al quale fu poi intitolata. Nel 1949 è passata alle dipendenze della Provincia di Teramo, che l'ha mantenuta sino al 2016. Da quello stesso anno, la gestione è passata alla Regione Abruzzo. Dal 2004 è ubicata presso il settecentesco palazzo Delfico. Possiede oltre 300.000 volumi. 
Ha una sezione di libri antichi e di manoscritti, una Quadreria, e speciali sezioni di abruzzesistica, emeroteca, mediateca, archivio fotografico. Dal 1987 pubblica "Notizie dalla Delfico", quadrimestrale di informazioni bibliografiche. Dal 1996 aderisce al Polo teramano del Servizio Bibliotecario Nazionale e ha un proprio catalogo on-line. Per la ricchezza delle raccolte, l'efficace organizzazione biblioteconomica di documenti e servizi, le iniziative culturali e editoriali intraprese, e infine per il continuo e crescente apprezzamento da parte di un pubblico sempre più numeroso e qualificato, la Biblioteca regionale di Teramo è oggi una delle più prestigiose e importanti istituzioni bibliotecarie dell'Abruzzo e dell'intera Italia centro-meridionale.

## Storia

### Le origini

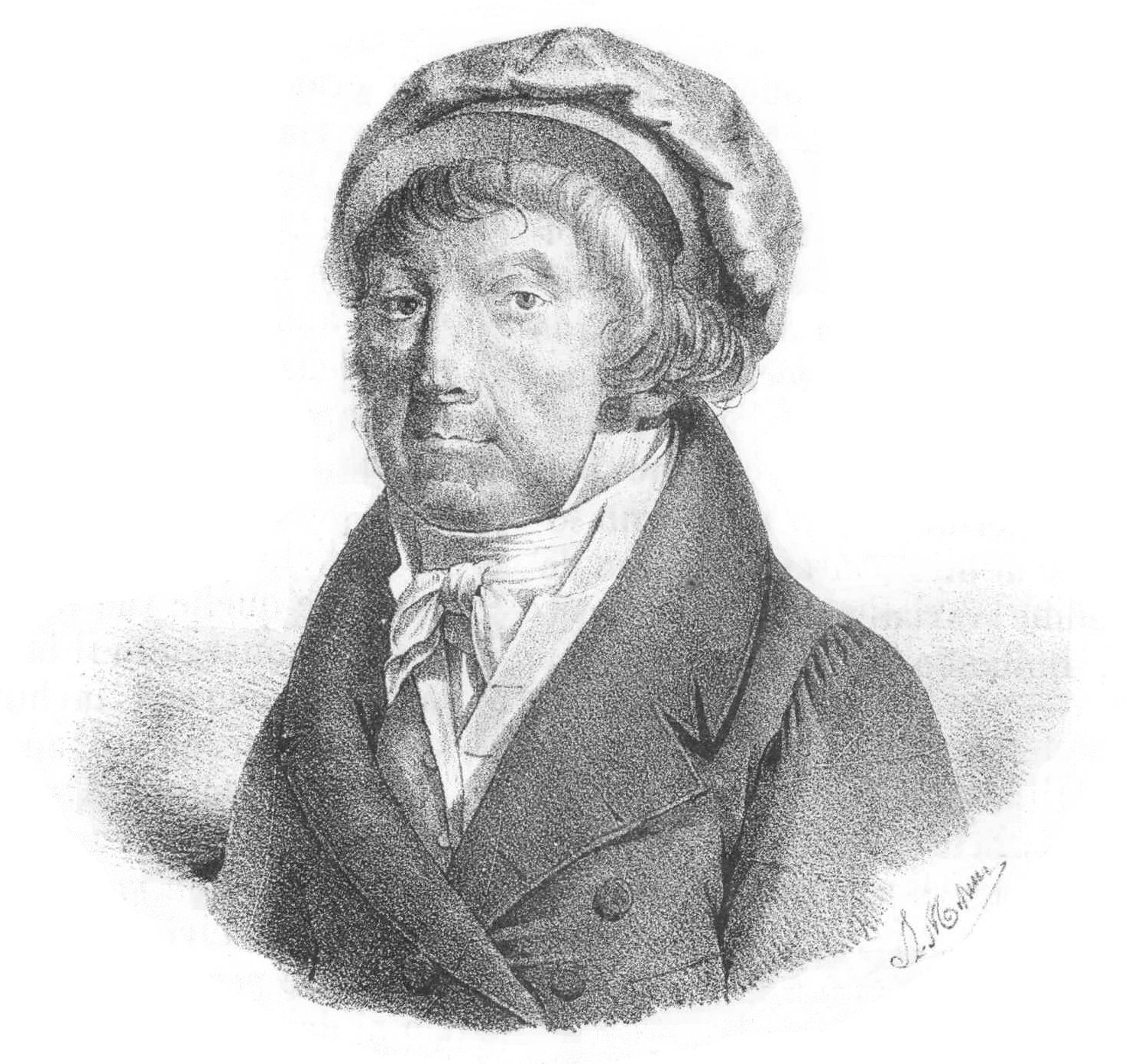
Ritratto di Melchiorre Delfico

Alla data del 23 gennaio 1814 fu inaugurato il Real Collegio di Teramo ed entrarono ufficialmente in carica il Rettore e i professori. All'interno del Collegio, nel 1816, in seguito a decreto di Gioacchino Murat fu istituita una Biblioteca con una prima dotazione libraria. La costruzione fu commissionata per volontà dei fratelli Delfico - Giamberardino, Melchiorre e Gianfilippo - e la sua funzione consisteva nel sottolineare la posizione di guida politica, culturale e sociale occupata dai Delfico. Nel 1826, Melchiorre Delfico fece dono alla biblioteca di una raccolta di circa 300 libri, con edizioni del 600, 700 e 800. Da questo momento la Biblioteca, divenuta semi-pubblica, resterà intitolata al filosofo e uomo politico teramano. Sarà inizialmente ubicata al primo piano del soppresso Convento di San Matteo, sede del Collegio.
Bisogna ricordare però che nel 1823, nell'abbandonare definitivamente Napoli, Melchiorre Delfico aveva ceduto alla Real Biblioteca Borbonica la sezione più importante della propria biblioteca: "una preziosa raccolta di edizioni del primo secolo della stampa, da lui a gran fatica ragunate nel corso di lunghi anni" e della quale fu stampato poco tempo dopo il catalogo. Fu così che decine di migliaia di incunaboli e cinquecentine, ivi compresa la copia del Plutarco aquilano stampato dai fratelli Facii, non entrarono a far parte del fondo destinato dal filosofo alla Biblioteca del Real Collegio di Teramo.

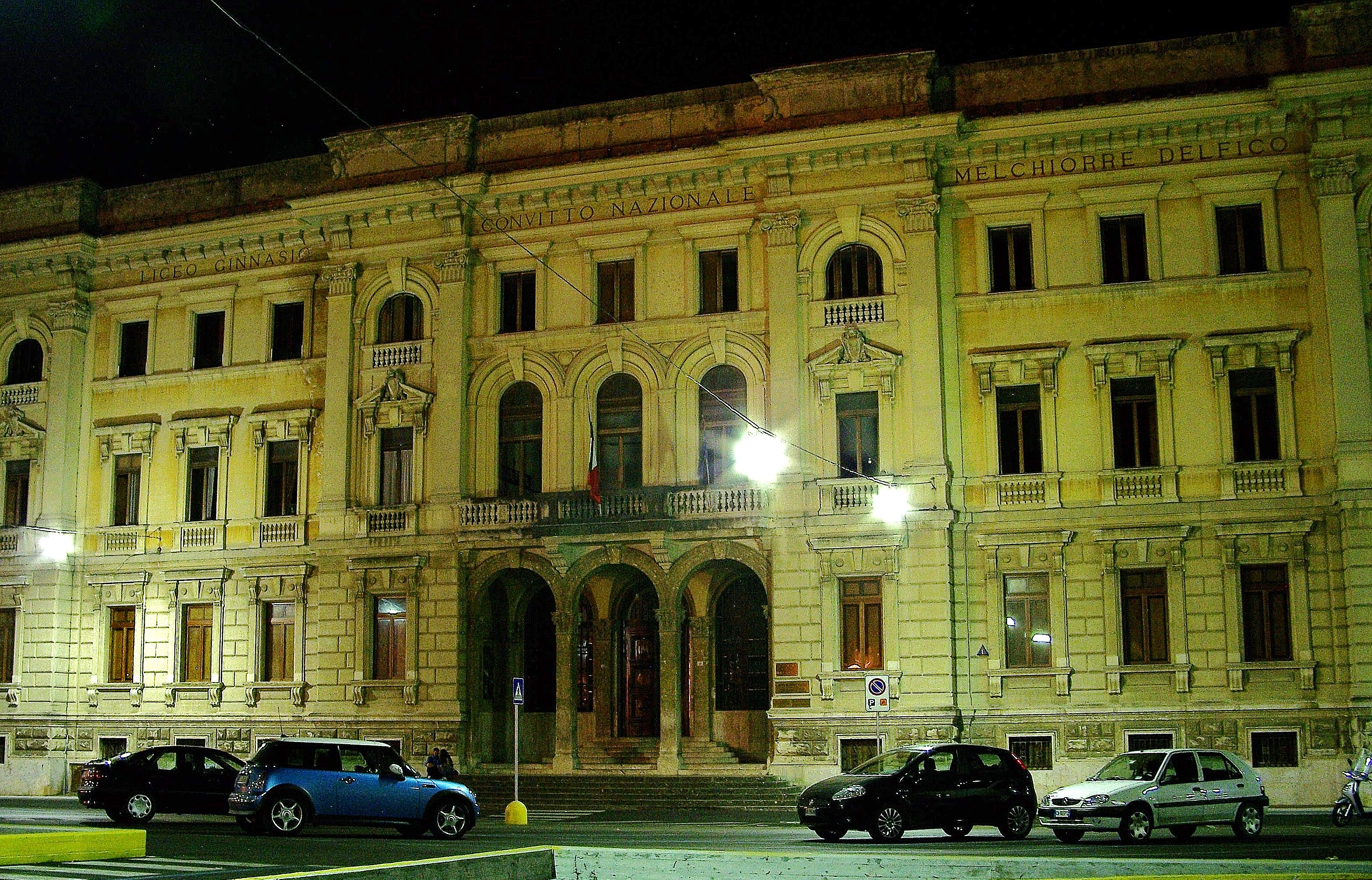
Liceo classico "M. Delfico" a Teramo, sede storica della biblioteca

Tra il 1839 e il 1841 la biblioteca fu destinata anche ad uso pubblico e a tale scopo fu nominato un Bibliotecario "proprietario" che ne curò la gestione. Nel 1849 con l'avvento dei Padri Barnabiti che assunsero la direzione del Collegio, la Biblioteca tornò ad esclusivo uso interno.

### La biblioteca dopo il 1860
Dopo l'unità, il Real Collegio si trasformò in Convitto Nazionale con annesso Regio Liceo Ginnasio e la Biblioteca Delfico divenne biblioteca scolastica "alle dipendenze non mai definite ora del Liceo ora del Convitto Nazionale". In quest'epoca le raccolte della biblioteca ebbero un primo importante incremento grazie alla acquisizione dei libri e degli arredi dei Conventi soppressi dalla legge del 1866: tra gli altri quelli della Madonna delle Grazie di Teramo, dei Cappuccini di Teramo e Cermignano, del convento di Isola del Gran Sasso.
La Delfico condusse vita difficile fino al 1903, quando alla sua direzione fu nominato Luigi Savorini, professore di lettere del Liceo, storico e giornalista, che ne incrementò in modo significativo le collezioni, le organizzò scientificamente ed ebbe, soprattutto, il merito di coinvolgere l'intera cittadinanza nella vita dell'Istituto. Fu proprio in questi primi anni del '900 che, grazie all'azione di diversi donatori, si registrò un considerevole aumento delle raccolte, in particolar modo quelle abruzzesi. Durante la direzione di Savorini, nel 1935, la biblioteca fu trasferita nei locali predisposti all'interno del nuovo palazzo edificato su progetto di Vincenzo Pilotti per il Convitto nazionale e il Liceo Ginnasio.
Quando nel 1939 gli eredi Delfico, Marino e Luciano, cedettero il palazzo al Municipio di Teramo anche la Biblioteca, con circa 7000 volumi, e l'archivio di famiglia furono acquisiti e destinati in parte alla Biblioteca Delfico e in parte all'Archivio di Stato.

### La biblioteca diventa provinciale e poi regionale
Nel 1949 dopo un lunghissimo e sofferto iter burocratico la biblioteca Melchiorre Dèlfico passò alle dipendenze della Provincia di Teramo. Nell'occasione fu redatto un nuovo inventario generale di tutto il patrimonio bibliografico, delle suppellettili, degli arredi, degli oggetti d'arte e dei dipinti.

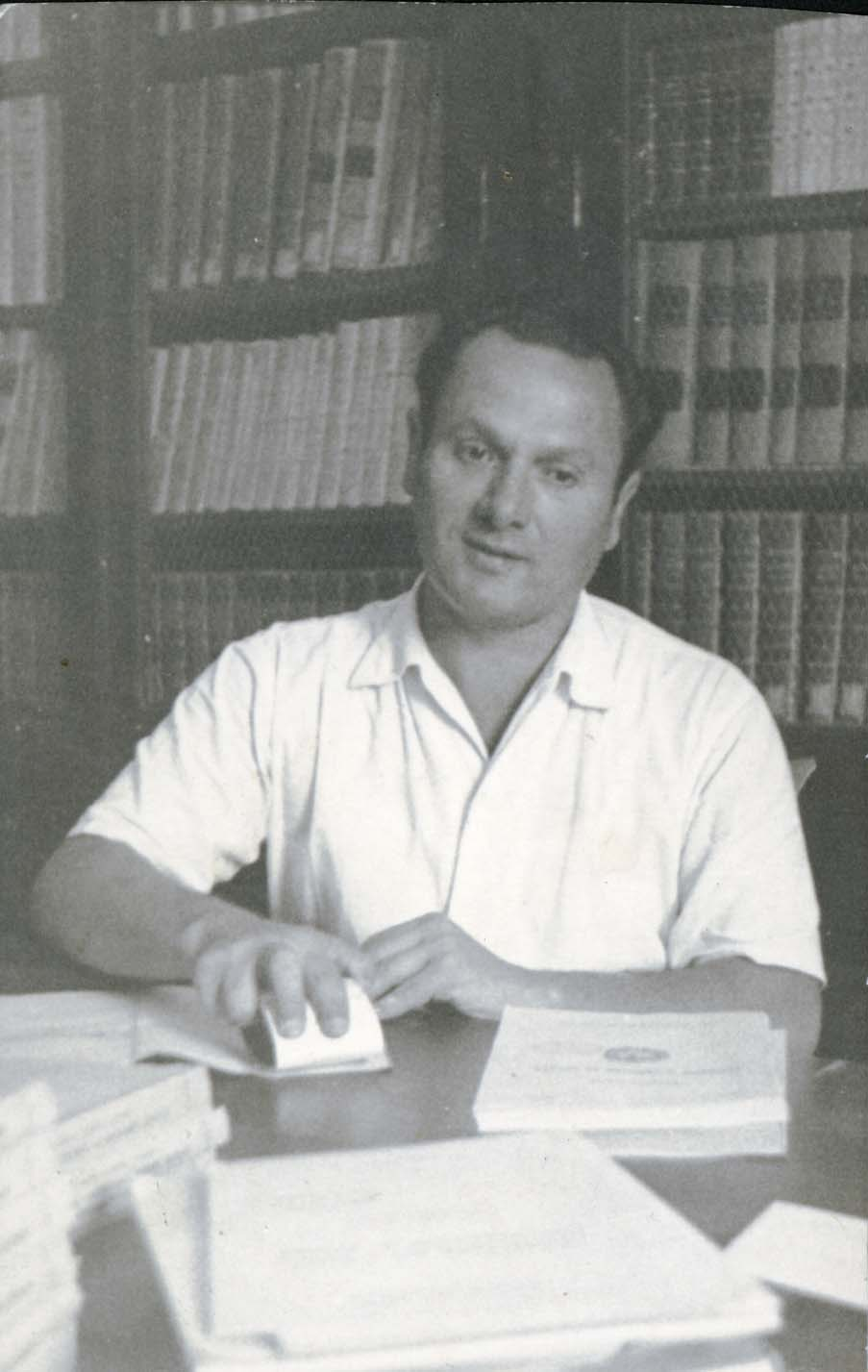
Raffaele Aurini nella biblioteca

Negli anni successivi furono acquisite nuove donazioni di rilievo: all'inizio degli anni '50 giunse il fondo Vincenzo e Pietro Rosati, con libri, carte, disegni, progetti, dipinti, fotografie e reperti archeologici, questi ultimi oggi in esposizione presso il Museo di Atri; negli anni '80, grazie all'iniziativa della famiglia, fu donato il fondo appartenuto al fotografo Domenico Nardini, al quale oggi è intitolato l'archivio fotografico; a questa donazione seguirono in tempi più recenti altre corpose collezioni fotografiche provenienti dall'Ispettorato provinciale dell'Agricoltura e dal soppresso Ente Provinciale per il Turismo.
A partire dal 1987 è iniziata la pubblicazione del periodico quadrimestrale Notizie dalla Delfico che nel 2007 ha raggiunto il traguardo dei vent'anni e ha visto la pubblicazione di un Indice analitico ventennale.
Il 3 aprile del 2004 è stata inaugurata la nuova sede della Biblioteca, ospitata nei locali del restaurato palazzo Delfico, al centro di Teramo.
Dal 2016, in ottemperanza alla nuova normativa di carattere nazionale che ha interessato tutti gli enti provinciali italiani, la gestione biblioteca è stata trasferita alla Regione Abruzzo, assumendo conseguentemente l'attuale denominazione.

## Sedi storiche
- Ubicata al tempo della sua fondazione nei locali del Real Collegio, a piano terra dell'antico Convento di San Matteo.
- Dal 1934 fu trasferita nell'edificio di Piazza Dante, progettato da Vincenzo Pilotti per il Convitto nazionale e il Liceo Ginnasio.
- Dal 3 aprile del 2004 è a palazzo Delfico. Utilizza come deposito una nuova struttura appositamente edificata su un'area confinante e collegata alla sede centrale attraverso un montacarichi sotterraneo.

## La sede attuale
Ubicata al centro di Teramo, tra le vie Vincenzo Comi, Giosuè Carducci e Delfico dove, al n. 16, è ubicato l'ingresso principale.
- Piano terra: comprende un punto informativo, l'emeroteca, la sala ragazzi; dal piano terra si accede al primo piano anche attraverso la cosiddetta “scala nobile”, uno scalone in stile neoclassico, completato nella prima metà dell'800.
- Piano primo: Cataloghi, Distribuzione, Sale di lettura, Sala del fondo Muzii, Fondi antichi e manoscritti, Sala abruzzese;
- Piano secondo: Mediateca, Archivio fotografico, Sala audiovisivi con 50 posti a sedere, aula multimediale, Uffici;
- I depositi sono ubicati nell'edificio cosiddetto "ex Lancia" situati di fronte al lato sud di palazzo Delfico, sopra la grande Sala Polifunzionale.

## Le collezioni

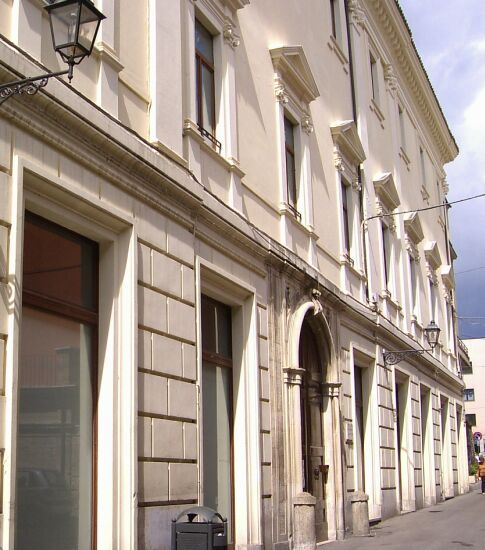
Facciata del Palazzo Delfico dove ha sede la biblioteca

- Oltre 300.000 volumi complessivi; oltre 5000 periodici cessati, oltre 700 periodici correnti; 21 quotidiani
- Fondi antichi: 55 incunaboli e 1200 cinquecentine
- Fondi storici principali:
  - libri e carte appartenute a Melchiorre Delfico e ai suoi discendenti Delfico e De Filippis Delfico, con quadreria e arredi;
  - Libri, carte, fotografie e arredi appartenuti alla poetessa teramana Giannina Milli;
  - Carte dello storico teramano Niccola Palma;
  - Carte, libri e arredi della famiglia teramana dei Muzii, che comprende le carte dello storico Mutio de Mutii (Muzio Muzii);
  - fondo Pietro e Vincenzo Rosati, con libri, carte, fotografie, progetti, quadreria e collezione di reperti archeologici, oggi in esposizione presso il Museo di Atri;
- Biblioteca abruzzese: con decine di migliaia di libri, Manoscritti, periodici, carte geografiche, stampe e incisioni;
- Emeroteca: collezioni di periodici a partire dal secolo XVIII, oltre 5.000 titoli;
- Mediateca: archivio di Tele Teramo e raccolta di filmati di famiglia;
- Archivio fotografico “Domenico Nardini”: che comprende: Fondo Domenico Nardini (oltre 200.000 pezzi), Fondo Milli (4 album ottocenteschi con oltre 400 foto), Ispettorato provinciale dell'Agricoltura (oltre 6.000 foto, diversi album e filmati d'epoca), Fondo Rosati (libri, carte, lettere, disegni e dipinti, reperti archoologici), Ente Provinciale Turismo (oltre 50.000 fotografie), Collezione cartoline (oltre 10.000 pezzi sistemati in una ventina di raccoglitori); Ritratti abruzzesi;
- Archivio Premio letterario “Teramo”: fondato nel 1959 da Giammario Sgattoni
- Frammenti ceramici castellani: a partire dal secolo XV, fondo Nardini-Marcattilii
- Quadreria: con dipinti di Astolfi, Aurini, Casciaro, Cavacchioli, Celommi, Chiarini, De Filippis Delfico, Gennaro Della Monica, De Nigris, Di Giuseppe, Montauti, Murer, Alfonso Muzii, Pagliaccetti, Rosati, Zonaro;
  - Sculture di D'Antino, Martella, Morganti;
  - Collezioni di caricature di Melchiorre De Filippis Delfico, Gennaro Della Monica, Fedele Romani, Maria Palma, Dante Cirillo e altri.

## Bibliotecari
Tra i bibliotecari che in varie epoche ebbero incarico della gestione della Biblioteca Delfico, ricordiamo Berardo Palombieri, Stefano De Martinis, Giuseppe Pistelli, Berardo Mezucelli, Fedele Tonelli, Luigi Savorini, Grazia Savorini Salvoni, Giovanni Muzii, Muzio Muzii, Raffaele Aurini, Silvia Ciarelli-Papa. Dal 1999 la biblioteca è diretta da Luigi Ponziani.

## Associazione “Amici della Delfico”
L'Associazione Amici della Biblioteca Provinciale "Melchiorre Delfico", si è costituita il 31 dicembre 1993. Raccoglie quanti intendono cooperare alla valorizzazione del patrimonio e della storia della più antica e prestigiosa istituzione culturale cittadina e della Provincia di Teramo. L'Associazione ha al suo attivo una vasta serie di iniziative culturali, giornate di studio, convegni e pubblicazioni. Attuale presidente è Manuelita De Filippis.

## Pubblicazioni edite dalla Biblioteca

La sala di lettura dei periodici nel 1910

- “Notizie dalla Delfico”, Quadrimestrale di informazione bibliografica, dal 1987
- Il Fondo Palma, a cura di Silvia Ciarelli Papa e Marcello Sgattoni, Teramo, Consorzio aprutino, Patrimonio storico artistico, 1977 (Inventario delle pergamene e dei manoscritti, 1)
- Muzio Muzii, Storia della città di Teramo, manoscritto Ashburnham 1261 della Biblioteca Mediceo-Laurenziana di Firenze, a cura di Luciano Artese, Teramo, Biblioteca provinciale Melchiorre Delfico, 1993 (Delficina, 1)
- Luigi Ponziani, Annali tipografici dell'Abruzzo teramano, il 19. secolo, Teramo, Amministrazione provinciale, Biblioteca provinciale Melchiorre Delfico, 1997 (Delficina, 2)
- Francesco Brunetti, Sacra ac profana Aprutii monumenta, fol. 233: primum itinerarium cui ultima manus imposita mense decembris anni 1645 Campli, a cura di Roberto Ricci, Teramo, Provincia, Biblioteca provinciale Melchiorre Delfico, 2000 (Delficina, 3)
- Brunetti Francesco, Sacra ac profana Aprutii monumenta - fragmenta, a cura di Roberto Ricci, Teramo, Provincia, Biblioteca provinciale Melchiorre Delfico, 2008 (Delficina, 4)